# Sorø Kunstmuseum
Sorø Kunstmuseum (tidligere Vestsjællands Kunstmuseum) er et dansk kunstmuseum i Sorø.
Sorø Kunstmuseums samling rummer ca. 2500 værker, som spænder over 350 års dansk kunst. Samlingen består af malerier af de vigtigste kunstnere i den danske kunsthistorie fra Abildgaard, Thorvaldsen, Lundbye og Eckersberg til L.A. Ring og Anna Ancher. Derudover indeholder samlingen fine værker, som viser strømningerne i den moderne kunst fra den tidlige modernisme (Lundstrøm), over den stramme konkrete kunst (Gadegaard, Geertsen) i 1950'erne, til 1960'ernes radikale minimalisme, popkunst og land-art (Kirkeby, Mertz, Gernes), samt 1980ernes heftige, vilde maleri (Kvium, Lemmerz, Dahlin), rundet af med samtidskunsten fra 1990'erne til i dag (Eliasson, Land, Gjertevik, Astrid Kruse Jensen, Kirsten Justesen, Sophia Kalkau, Jytte Høj m.fl.).
Takket været en række donationer har museet to stærke russiske spor i samlingen: Hermod Lannungs samling af russisk kunst fra 1870-1930 samt landets største og fineste samling af russiske ikoner fra 1500-1900. Ikonsamlingen består af tre private ikonsamlinger doneret af Per Schrøder, Hermod Lannung og Lorentz Jørgensen. De i alt 190 ikoner udgør et enestående materiale og rummer eksempler på de vigtigste ikonskoler og motivkredse.
Ud over den faste samling viser museet årligt tre særudstillinger med dansk og international kunst.
Sorø Kunstmuseum blev grundlagt i 1943 på initiativ af Soransk Samfund og er indrettet i den tidligere - og nu fredede - godsforvalterbolig til Sorø Akademi, der er opført i 1832 i klassicistisk stil. I 2011 blev museet udvidet med en tilbygning, tegnet af Lundgaard & Tranberg Arkitekter. I forbindelse med åbningen af den, skiftede museet navn til Sorø Kunstmuseum.
Tilbygningen er et flot eksempel på, hvordan moderne arkitektur føjer sig til en eksisterende bygning med respekt for historien og de historiske omgivelser. Tilbygningen og dens særlige Petersen Tegl er tre gange blevet hædret: 2011 Sorø Bevaringsforening, 2013 RIBA European Award og 2014 WAN Award i kategorien Innovative Product.
Marie Louise Helveg Bøgh er museumsdirektør. Kristine Christensen er formand for bestyrelsen.

## Galleri
- Maduddeling på Frederiksberg af L.A. Ring (1887).
- Mareridt af Nicolai Abildgaard (1800).

- Stengangen på Sorø Akademi af Christen Dalsgaard (1871)